# Sauce checca
La sauce checca est une sauce tomate non cuite utilisée avec des pâtes. La pasta alla checca est un plat de pâtes italiennes à base de tomates fraîches non cuites, de basilic, de mozzarella fraîche, d'huile d'olive, d'ail, de sel et de poivre, typiquement préparé en été avec des tomates fraîches et mûres,.